# Bañuelos de Bureba
Pour les articles homonymes, voir Bañuelos et Bureba.
Bañuelos de Bureba est une commune d'Espagne dans la communauté autonome de Castille-et-León, province de Burgos. Elle s'étend sur 15,438 km2 et comptait environ 34 habitants en 2011.
Bañuelos de Bureba est principalement connue pour son école, où a enseigné Antoni Benaiges en 1936, un enseignant opposant au régime franquiste pendant la guerre civile espagnole.